# Amastris funkhouseri
Amastris funkhouseri är en insektsart som beskrevs av George Darby Haviland. Amastris funkhouseri ingår i släktet Amastris och familjen hornstritar. Inga underarter finns listade i Catalogue of Life.